# أليسون (لاعب كرة قدم مواليد 1993)
أليسون لوبيز بيريرا (بالبرتغالية: Alison Lopes Ferreira‏) (1 مارس 1993 في البرازيل - ) هو لاعب كرة قدم برازيلي في مركز الوسط. شارك مع منتخب البرازيل تحت 20 سنة لكرة القدم. أما مع النوادي، فقد لعب مع نادي سانتوس ونادي الحزم السعودي.

## روابط خارجية
- أليسون لوبيز بيريرا على موقع قاعدة بيانات كرة القدم.إي يو (الإنجليزية)
- أليسون لوبيز بيريرا على موقع Soccerway.com (الإنجليزية)